# Tomoderus bigibbosus
Tomoderus bigibbosus is een keversoort uit de familie snoerhalskevers (Anthicidae). De wetenschappelijke naam van de soort is voor het eerst geldig gepubliceerd in 1995 door Uhman.